# Солодомня
Солодомня (также Солодомля) — река в Тверской области России, протекает по территории Ржевского и Селижаровского районов, правый приток реки Волги. Исток у деревни Бочарово, впадает в Волгу у деревни Повадино. Длина реки составляет 23 км, площадь водосборного бассейна — 134 км².
Ниже устья, на берегу Волги находился погост Спас-Солодомля.

## Данные водного реестра
По данным государственного водного реестра России относится к Верхневолжскому бассейновому округу, водохозяйственный участок реки — Волга от Верхневолжского бейшлота до города Зубцов, без реки Вазуза от истока до Зубцовского гидроузла, речной подбассейн реки — бассейны притоков (Верхней) Волги до Рыбинского водохранилища. Речной бассейн реки — (Верхняя) Волга до Куйбышевского водохранилища (без бассейна Оки).
Код объекта в государственном водном реестре — 08010100412110000000557.